# 悲しきテディ・ボーイ
悲しきテディ・ボーイ（かなしき-）はMi-Keの6枚目のシングル。

## 解説
- キャロルを意識したロックンロールナンバー。
- BMGビクターから発売されたものは廃盤となっており、BMGルームスより再発されている。
- アルバム『朝まで踊ろう悲しきテディ・ボーイ』、『complete of Mi-Ke at the BEING studio』、『BEST OF BEST 1000』収録。
- DVD『Mi-Ke CLIPS』にこの曲のPVが収録されている。

## 収録曲
1. 悲しきテディ・ボーイ
作詞：長戸大幸　作曲：織田哲郎　編曲：池田大介&Mi-Ke Project
2. 涙のLonely Story On The Beach
作詞：関有美子　作曲：織田哲郎　編曲：池田大介&Mi-Ke Project
3. 悲しきテディ・ボーイ（オリジナル・カラオケ）

## タイアップ
- クイズ世界はSHOW by ショーバイ!!エンディングテーマ。